# 双星物语2
《双星物语2》（Zwei是德语“2”的意思），是日本Falcom公司在2008年于Windows平台推出的一款动作角色扮演游戏。
本作为《双星物语》时隔七年的续作，故事背景、游戏系统和前作基本相同，依然沿袭了控制两位主角和一只宠物来推进游戏的操作方式并对此加以改进。前作主角皮皮洛和布库尔也有登场，但并非主角。
2009年12月，又发行了添加新要素、支持Windows 7的《双星物语2加强版》

## 游戏背景
游戏中的世界——格兰瓦伦世界（大陆译：维兰世界）是一个由浮游的大陆和岛构成的魔法世界。传说中该世界由一对双胞胎女神所创造，拥有发达而繁荣的魔法技术。据传说所述，在那个遥远的时代，背叛女神的六魔王发动了“魔法大战”，使整个世界陷入毁灭的危险。在500年前，人类、精灵和龙族终于协力打倒了六魔王。但是，传说正在远去，现在的世界魔法早已衰落，往返各大陆的传送门也被机械技术的产物飞机所替代。
年轻的宝物猎人拉格那为了完成协会布置的任务，正在驾驶飞机前往格兰瓦伦世界西北的魔法大陆之一——伊鲁巴特。虽然是单纯的运输任务，拉格那还是兴奋地俯视着布满远古遗迹的伊鲁巴特。突然，他的座机被两只翼龙袭击，不幸坠落。
在他的远处，一位名叫爱尔温的少女注视着这一切。她缓缓打开了黑色的翅膀，前往飞机坠落之地。为了检验拉格那有没有能力做她的“仆人”……

## 登場人物

### 主要人物
拉格那·瓦伦汀（Ragna Valentine，配音：野岛健儿）
本作男主人公。19岁。熱愛飛機的尋寶獵人，駕駛著爱机“特里斯坦号”（Tristan）來回世界各地，同時也進行運輸業的工作。既耿直又老实巴交，同时由于对飞机的激情而被戏称作“飞机狂”（Aero Maniac）。武器为链剑。
爱尔温·德·穆普利亚（Alwen De Moonbria，配音：野上尤加奈）
本作女主人公。113岁。吸血鬼族的公主，穆普利亚城的现城主。性格骄傲高贵，但有宽宏大量的气度。不过，因为长期居住在城堡里，有时会不谙世故。因为被夺去穆普利亚城和自己的大部分魔力，将夺回它们作为自己的目标。救起拉格那后与他定下了“血之契约”，从此与他一起行动。

### 次要人物
璐（Ruu，配音：今野宏美）
爱尔温的妖精使魔。15岁。因为崇拜爱尔温，视与其签订契约一起同行的拉格那为眼中钉，不过随着故事的前进，渐渐开始真心信赖他。
昴（Subaru，配音：广桥凉）
拉格那和爱尔温在金暗之森见到的14岁年少忍者。出身於隱秘避世的落星之鄉，使用手里剑作为武器。见到拉格那的宝物猎人技艺而为其所折服，成为其弟子。
实际上是一个女孩，但是因為身穿男裝，所以拉格那在剛見面之時還誤以為她是男孩，不過只有他那麼認為。对拉格那有朦胧的爱恋之情。
奥迪莎（Odessa，配音：安井绘里）
女性宝物猎人，24岁。在另一份职业——赏金猎人上拥有“银狼猎手”（大陆误译：饿狼猎手）这一闻名的称号。現為了追集一個目標而來到伊鲁巴斯。
使用大型飞镖，也擅长近身格斗。
菲奥娜·厄尔·瓦伦斯（Fiona El Valence，配音：山口茧）
当年统治“神圣王国”的瓦伦斯家族的后裔小姐。18岁。为了维护格兰瓦伦和平的家族使命，与管家和女仆们一起巡视各地。平时举止安详，战斗时则会披上祖传的圣剑和圣铠甲，现出威风凛然的一面。
克罗德（Claude，配音：高桥裕吾）
多年担任菲奥娜管家的青年。25岁。忠诚老实，礼仪得体，同时擅长武术。
皮皮洛（Pipiro，配音：今野宏美）
前作主人公。15岁。拥有強大魔法天赋的少女，但本人更关注甜食和潮流。
與布库尔兩人受託將“虹之宝玉”交給菲奥娜而來到伊鲁巴斯並，也因此捲入這場風波。
布库尔（Pokkle，配音：白石凉子）
前作主人公，15岁。一本正经但有些无拘无束的少年。与皮皮洛到了伊鲁巴斯后，寄宿在菲奥娜的家中。喜歡姊姊類型的女性，常常搭訕漂亮的大姐。
非常憧憬帥氣的尋寶獵人，因此很尊敬拉格那。
拉萊拉
居住於金闇森林的魔女，以人類之驅活了近200歲的高齡人士，曾是爱尔温父親的顧問。

### 敵方人物
扎哈尔·德·穆普利亚（Zahar De Moonbria，配音：若本规夫）
大吸血鬼，爱尔温的叔父。拥有强大的魔力。以魔族身份而自傲，非常轻视人类。以前被其兄——爱尔温的父亲消灭，但后来复活并东山再起，夺回了穆普利亚城。
戴加德（Diguld，配音：德山靖彦）
蒙伯朗的同伴之一，人狼族的战士。以巨大的身体和力量而自豪，以前以“月下战鬼”的绰号而闻名。现在与扎哈尔签订血之契约，阻碍拉格那一行。
特米多尔（Thermidor，配音：管沼久义）
在城市酒馆遇见的自称诗人的人。对各地的传说很熟悉，也经常云游遗迹。据他所说，他在维兰世界中云游，最近才来到伊鲁巴特。曾自费出版诗集，但是销量很糟糕，其梦想是找到有钱的资助者后进行自由创作。
真實身分為扎哈尔的部屬，以詩人身分進入城鎮是為了盜取“虹之宝玉”。
蒙勃朗（Montblanc，配音：白石凉子）
在伊鲁巴特各处神出鬼没的白猫魔人，总是试图让拉格那一行落入圈套。
扎哈尔的使魔，擅於將魔力注入於其他魔物的手段，自己本身不參與戰鬥。
艾克丝玛琪娜（Exmachina，配音：吉川未来）
蒙勃朗的同伴，自称“人偶”的少女。使用嵌有强大神器“虹之宝玉”的魔杖在各地进行各种神秘的仪式。

### 其他人物
贾兰杜（Gallandou，配音：若本规夫）
极具阳刚之气的神秘超人，偶尔会在拉格那一行面前出现，单方面教授他们有用的技能。据说在伊鲁巴特某处有一座他开办的“G-斗技场”，各种各样的健将前往这里展开战斗。实际上贾兰杜是爱尔温的父亲。

## 基本游戏系统
参见：双星物语#基本游戏系统
游戏系统总体上延续了前作《双星物语》，转换操作擅长近身战的拉格那和专精魔法的爱尔温来推进游戏，同时积蓄打击系统、吃食物得经验的体系也得到了延续。在画面上采取了类似《咕噜小天使》的三维引擎，场景可灵活变焦，使得本作动作性得到了极大的强化。
游戏基本上是拉格那和爱尔温两人进行的，但随剧情推進同伴会有所变动。（如在星之峰第一个迷宫与拉格那搭档的便是昴）宠物在前作猫与狗的基础上添加了鸟和精灵。
Plus版增加了一些内容，如新道具、新宠物（企鹅）等。

## 主题曲
作词：一二三恭/作曲：Falcom Sound Team jdk/编曲：神藤由东大/演唱：小寺可南子/演奏：jdkBAND（吉他：寺前甲/贝司：榎本敦）

## 代理
本作在中国大陆由北京娱乐通代理，在台湾由英特卫代理。台湾版并未延续前作“奇幻仙境”的译名，而是和简体版一样叫做《双星物语2》。
中国大陆版本的《双星物语2》与《双星物语2加强版》中删除了一处温泉场景。